# Catenocola singularis
Catenocola singularis är en insektsart som beskrevs av Young 1986. Catenocola singularis ingår i släktet Catenocola och familjen dvärgstritar. Inga underarter finns listade i Catalogue of Life.